# Sprötmossor
Sprötmossor (Eurhynchium) är ett släkte av bladmossor som beskrevs av Bruch och Wilhelm Philipp Schimper. Enligt Catalogue of Life ingår Sprötmossor i familjen Brachytheciaceae, men enligt Dyntaxa är tillhörigheten istället familjen Brachytheciaceae.

## Bildgalleri

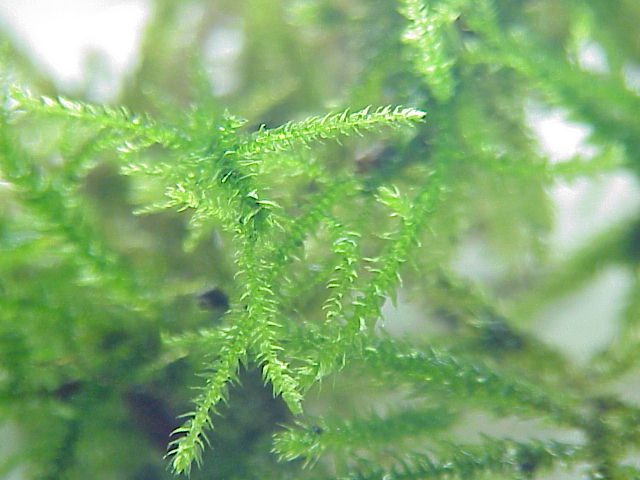
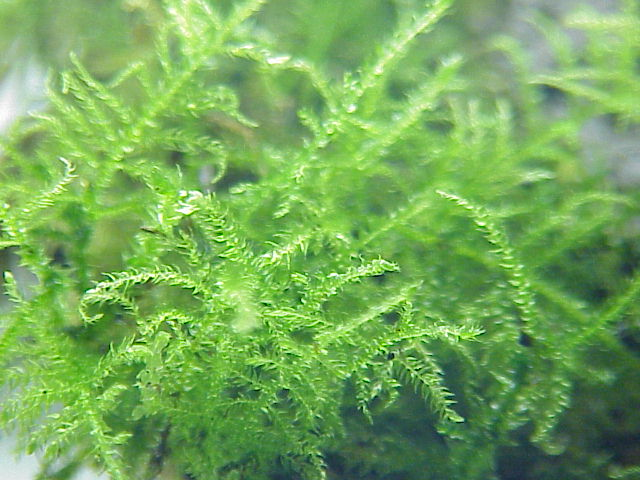
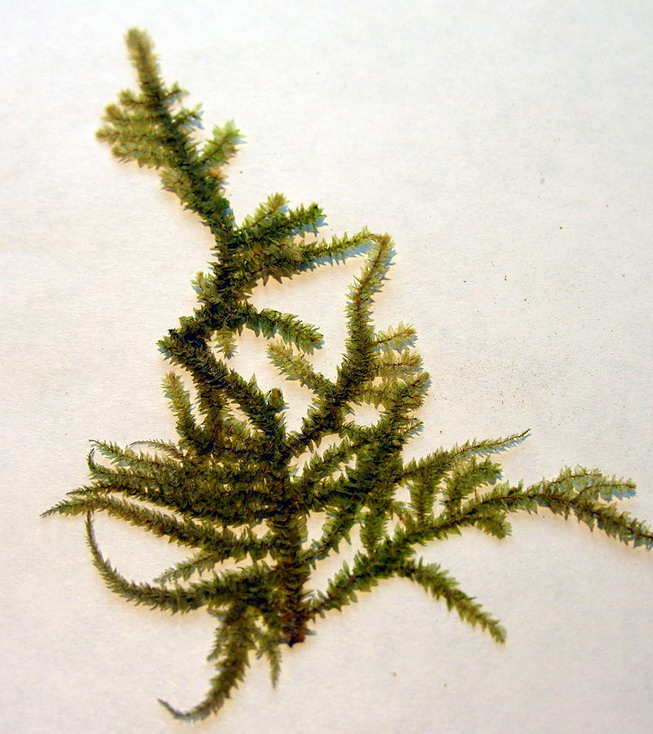
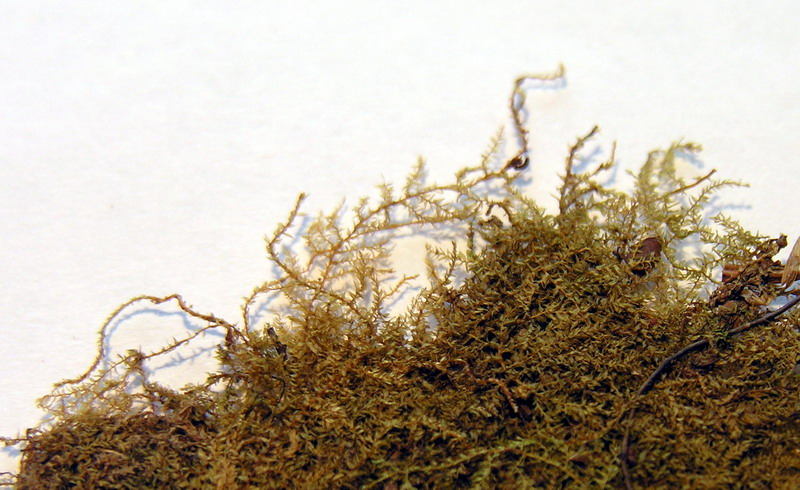

## Dottertaxa till Sprötmossor, i alfabetisk ordning[1][2]
- Eurhynchium acicladium
- Eurhynchium africanum
- Eurhynchium altaicum
- Eurhynchium angustirete
- Eurhynchium arbuscula
- Eurhynchium argenteum
- Eurhynchium asperipes
- Eurhynchium asperisetum
- Eurhynchium clinocarpum
- Eurhynchium coarctum
- Eurhynchium confertum
- Eurhynchium corralense
- Eurhynchium crassinervium
- Eurhynchium cuestarum
- Eurhynchium dawsonii
- Eurhynchium devexum
- Eurhynchium dives
- Eurhynchium dumosum
- Eurhynchium eustegium
- Eurhynchium flotowianum
- Eurhynchium fuegianum
- Eurhynchium glaciale
- Eurhynchium hercynicum
- Eurhynchium hians
- Eurhynchium integrifolium
- Eurhynchium jovet-astiae
- Eurhynchium kirishimense
- Eurhynchium laevisetum
- Eurhynchium latifolium
- Eurhynchium laxirete
- Eurhynchium meridionale
- Eurhynchium meyeri
- Eurhynchium nivium
- Eurhynchium oreganum
- Eurhynchium peyronelii
- Eurhynchium praelongum
- Eurhynchium pseudopiliferum
- Eurhynchium pulchellum
- Eurhynchium pumilum
- Eurhynchium remotifolium
- Eurhynchium rugisetum
- Eurhynchium savatieri
- Eurhynchium schleicheri
- Eurhynchium serpenticaule
- Eurhynchium serricuspis
- Eurhynchium speciosum
- Eurhynchium spiculosum
- Eurhynchium spinulinerve
- Eurhynchium sprengelii
- Eurhynchium squarrifolium
- Eurhynchium striatulum
- Eurhynchium striatum
- Eurhynchium suberectum
- Eurhynchium submegapolitanum
- Eurhynchium subsquarrulosum
- Eurhynchium substrigosum
- Eurhynchium tenuivagum
- Eurhynchium trichocladoides
- Eurhynchium yezoanum